# Арнемський тролейбус
Арнемський тролейбус — єдина існуюча тролейбусна мережа в Бенілюксі та одна з найбільших у Західній Європі.

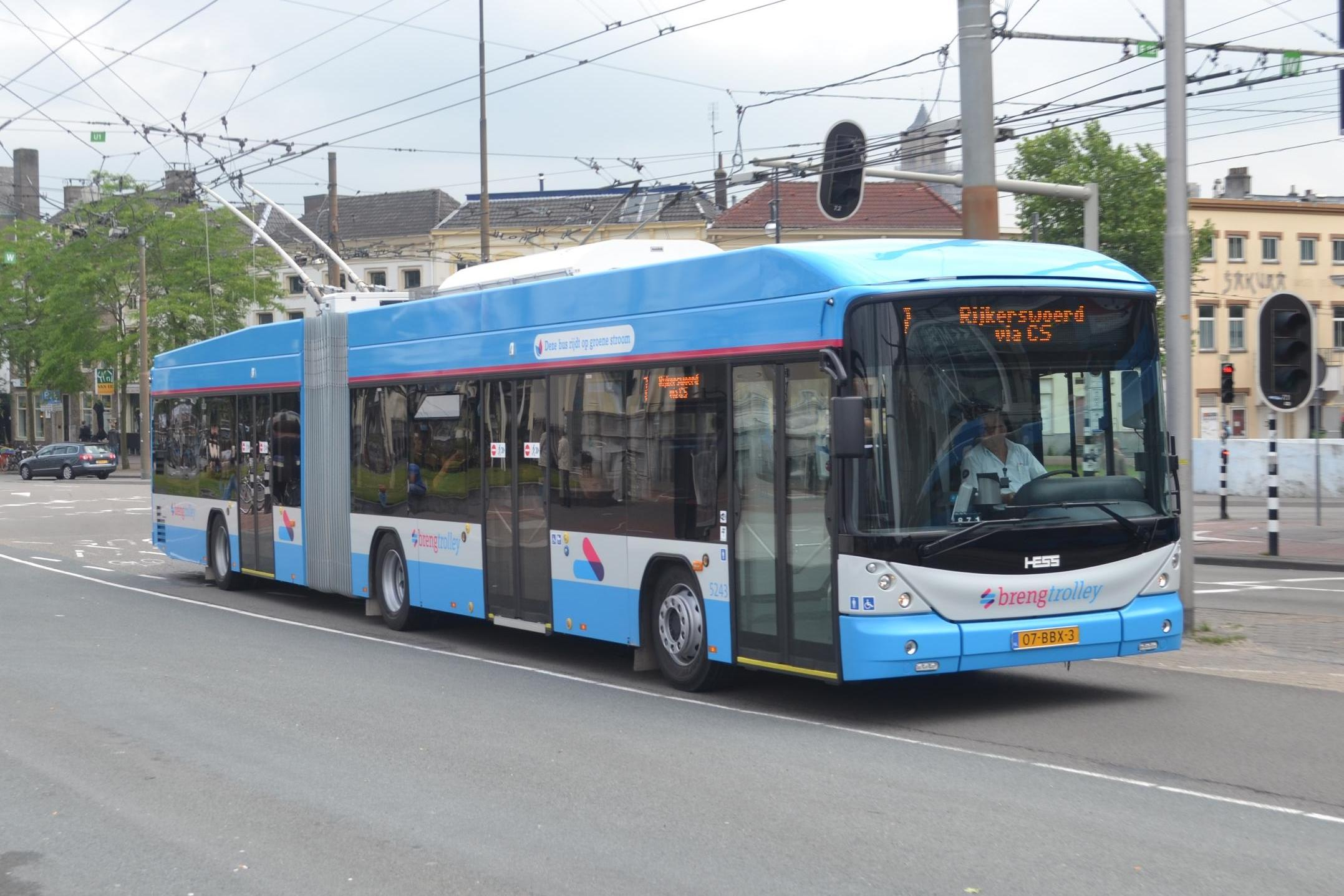
Новий Hess Swisstrolley на маршруті

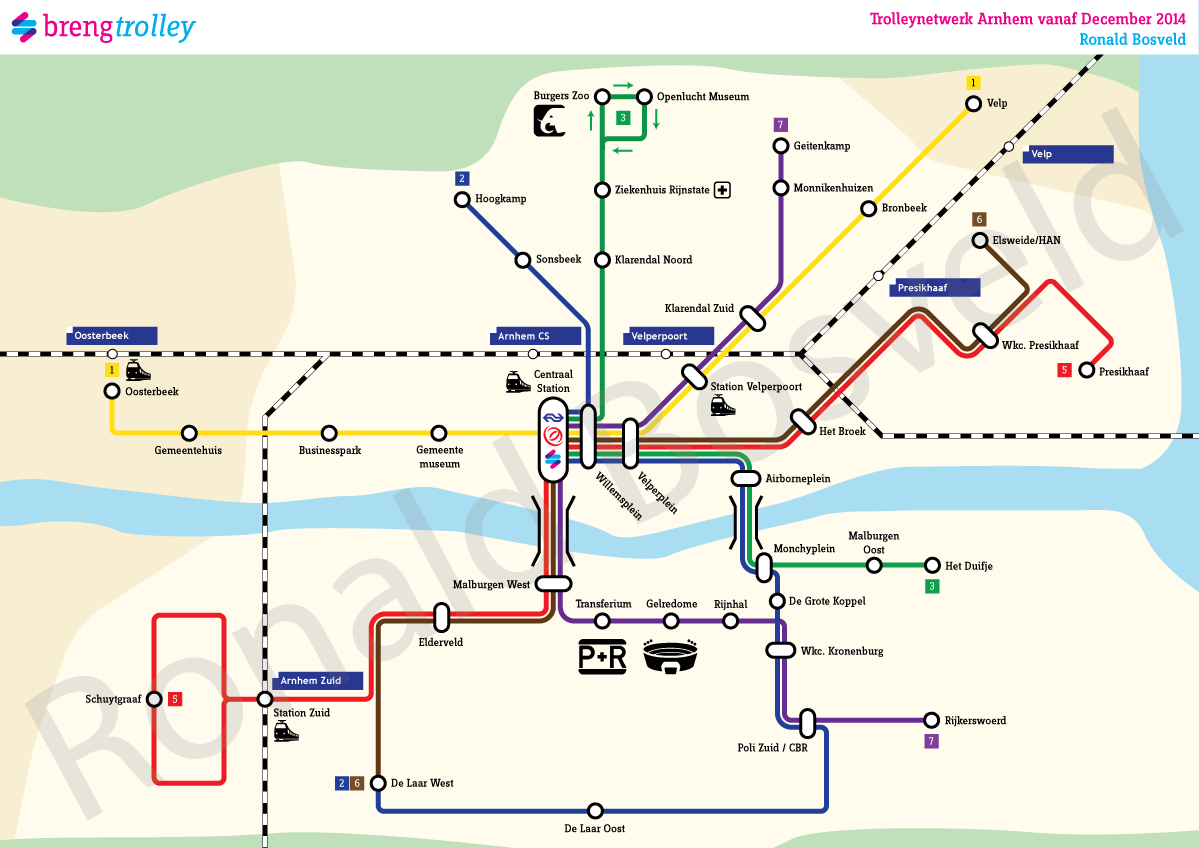
Маршрутна мережа станом на 2016 рік

Працює з 1949 року. До 1993 року операційну діяльність виконував муніципальний перевізник.  З 1999 року перевезення на замовлення муніципалітету почала виконувати транспортна компанія Connexxion. Після публічного тендеру, проведеного провінцією Гелдерланд, 13 грудня 2009 року концесія на автобусний транспорт у всьому міському регіоні Арнем-Неймеген, а отже й тролейбус, перейшла до Novio, дочірньої компанії Connexxion. Відтоді автобусні перевезення у всьому районі міста здійснюються під назвами Breng та RRReis. 

## Статистичні дані
- Розташування — Арнем, Нідерланди
- Початок роботи — 5 вересня 1949 року
- Кількість маршрутів — 7
- Оператор — Hermes (під брендами Breng та RRReis)
- Довжина контактної мережі — 52 км
- Електрифікація — 600В

## Історія

### Перші десятиліття

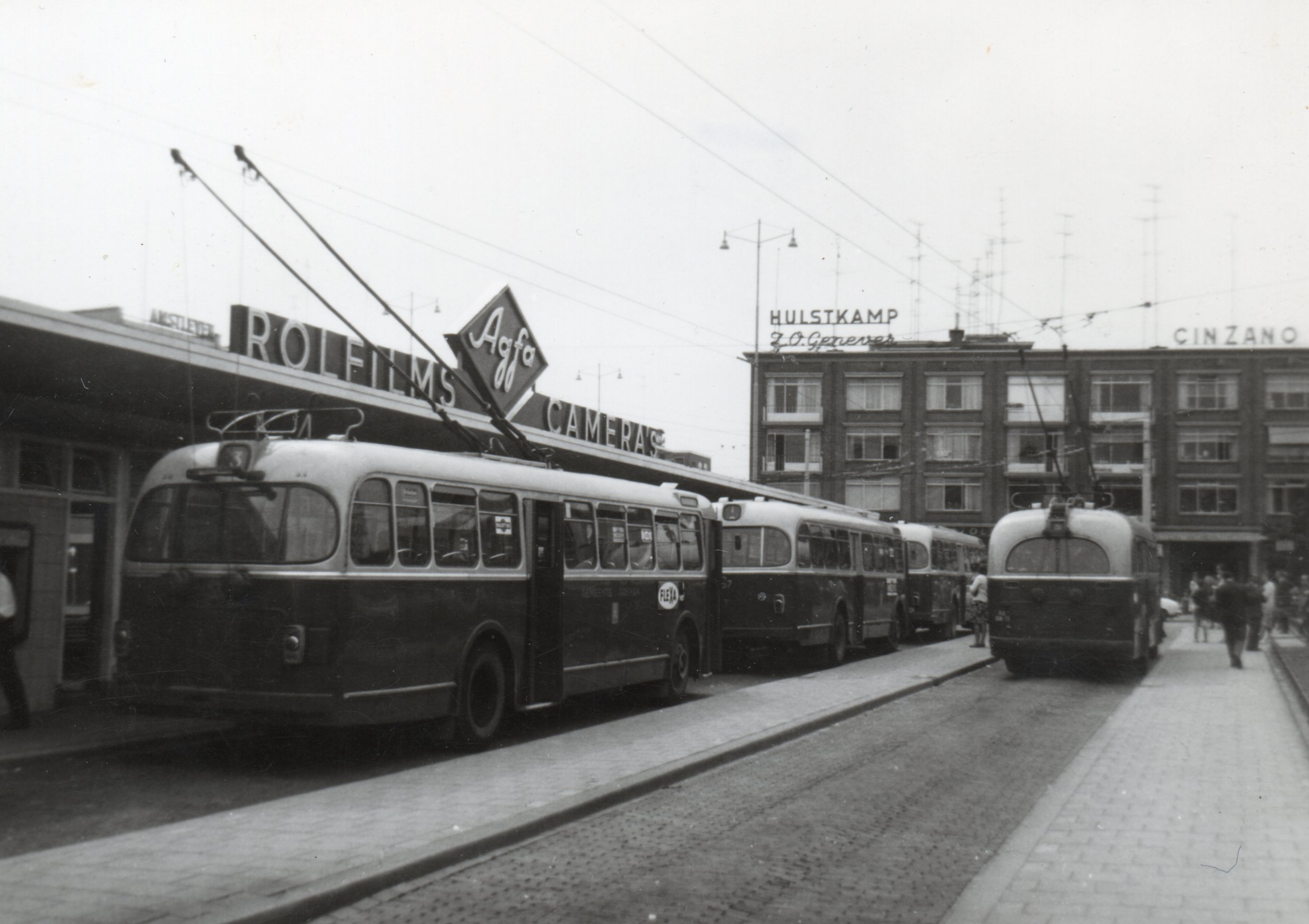
Арнемські тролейбуси у 1965 році

Вже в 1930-х роках існували плани перетворити трамвайні лінії муніципалітету електричного трамвая Арнема (GETA), заснованого в 1911 році, на тролейбусні лінії. Знищення арнемського трамвайного депо, а разом з ним і більшої частини обладнання, під час битви за Арнем у вересні 1944 року поклало край трамваю.Відтак плани щодо тролейбусної мережі набрали обертів. GETA продовжувала діяти під назвою Gemeente Vervoerbedrijf Arnhem (GVA), а 5 вересня 1949 року мером Крісом Матсером була відкрита перша тролейбусна лінія між Арнемом і Велпом. У наступні роки мережа була швидко розширена. 
Спочатку тролейбуси їздили без номерних знаків і не сплачували податок на транспортні засоби, що заощадило муніципалітету 2980 нідерландських гульденів на тролейбусі на рік, оскільки вони не приводилися в рух механічною силою на транспортному засобі та тому не вважалися транспортними засобами. Лише в 1952 році до закону були внесені зміни, і тролейбуси також вважалися моторними транспортними засобами, але податок на транспортні засоби залишався несплаченим. Ще однією особливістю стала окрема зона для курців у задній частині салону з довгими лавками та попільничками, відокремленими скляною перегородкою від зони для некурців у передній частині. Курильний відділ проіснував до весни 1973 року, коли почала діяти заборона на куріння і в тролейбусах.

### Кінець 60-х і 70-ті роки
Наприкінці 1960-х — на початку 1970-х років у транспорті, а разом з ним і в тролейбусній мережі, стався серйозний занепад. Маршрут 5 у 1970 році було перетворено на звичайну автобусну лінію і повне скасування мережі тролейбусів було неминучим. На підставі рішення суду після аварії, коли під час виходу пасажир впав і потрапив під заднє колесо автобуса, у 1967 році було вирішено розташовувати двері виходу за задньою віссю нових тролейбусів.
У 1974 році національний уряд взяв на себе всі операційні дефіцити муніципальних транспортних компаній, а в 1975 році Міністерство транспорту, громадських робіт і водного господарства вирішило сплатити додаткові витрати на тролейбуси (5 % порівняно з дизельними автобусами). Це створило фінансовий простір для нових інвестицій. Зношені контактні мережі були оновлені, і в 1977 році лінію 3 було продовжено від Malburgen-Oost до Het Duifje з відгалуженням до Immerloo. Через рік лінія 3 у напрямку Alteveer отримала гілку до 't Cranevelt, яку в 1990 році було продовжено в години роботи до нового входу зоопарку Бургерса. 

### 80-90-ті роки

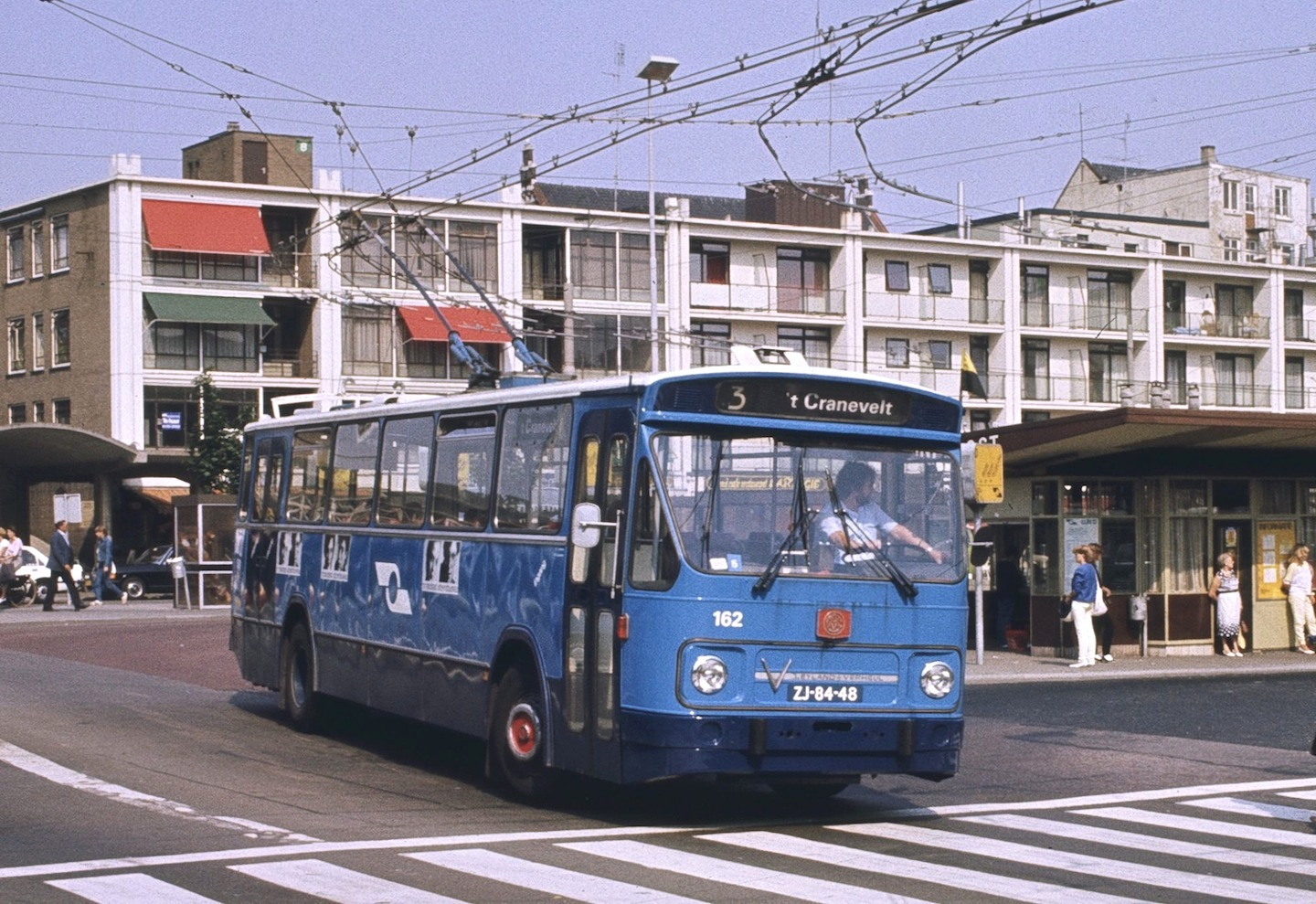
Тролейбус Leyland/Verheul біля головного вокзалу Арнема (1983 рік)

У 1980-х роках тролейбусна мережа була ще більше розширена. З перетворенням дизельної лінії 9 на тролейбусну лінію до Де Лаар-Вест у 1984 році через новий міст Рурмондсплейн (з 1987 року міст Нельсона Мандели), відкритий у 1977 році через Рейн, було встановлено друге тролейбусне сполучення з Арнемом-Південним.
У 1987 році відбулося третє сполучення з південним Арнемом у формі лінії 5 Presikhaaf–Holthuizen/Vredenburg. Лінію 2 також було продовжено до Elsweide з чергуванням тролейбуса та дизельного автобуса. У 1993 році гілку до Holthuizen лінії 5 було включено до внутрішнього маршруту через Вреденбург. У 1996 році маршрут до Вреденбурга перейшов на лінію 2, а маршрут до Ельсвайде — на лінію 5. Плани використовувати дуобус на лінії 2, який частково працював як тролейбус, а частково як дизельний автобус, не здійснилися. 

### Злиття в 1990-х роках
Останнє десятиліття двадцятого століття ознаменувалося багатьма злиттями транспортних компаній. У 1993 році GVA об'єдналася з Gelderse Streek Vervoers Maatschappij (GSM), утворивши Gelderse Vervoer Maatschappij (GVM). У 1996 році GVM об'єдналася з TET, утворивши Oostnet, який у 1999 році було об'єднано з Connexxion.

### Trolley 2000

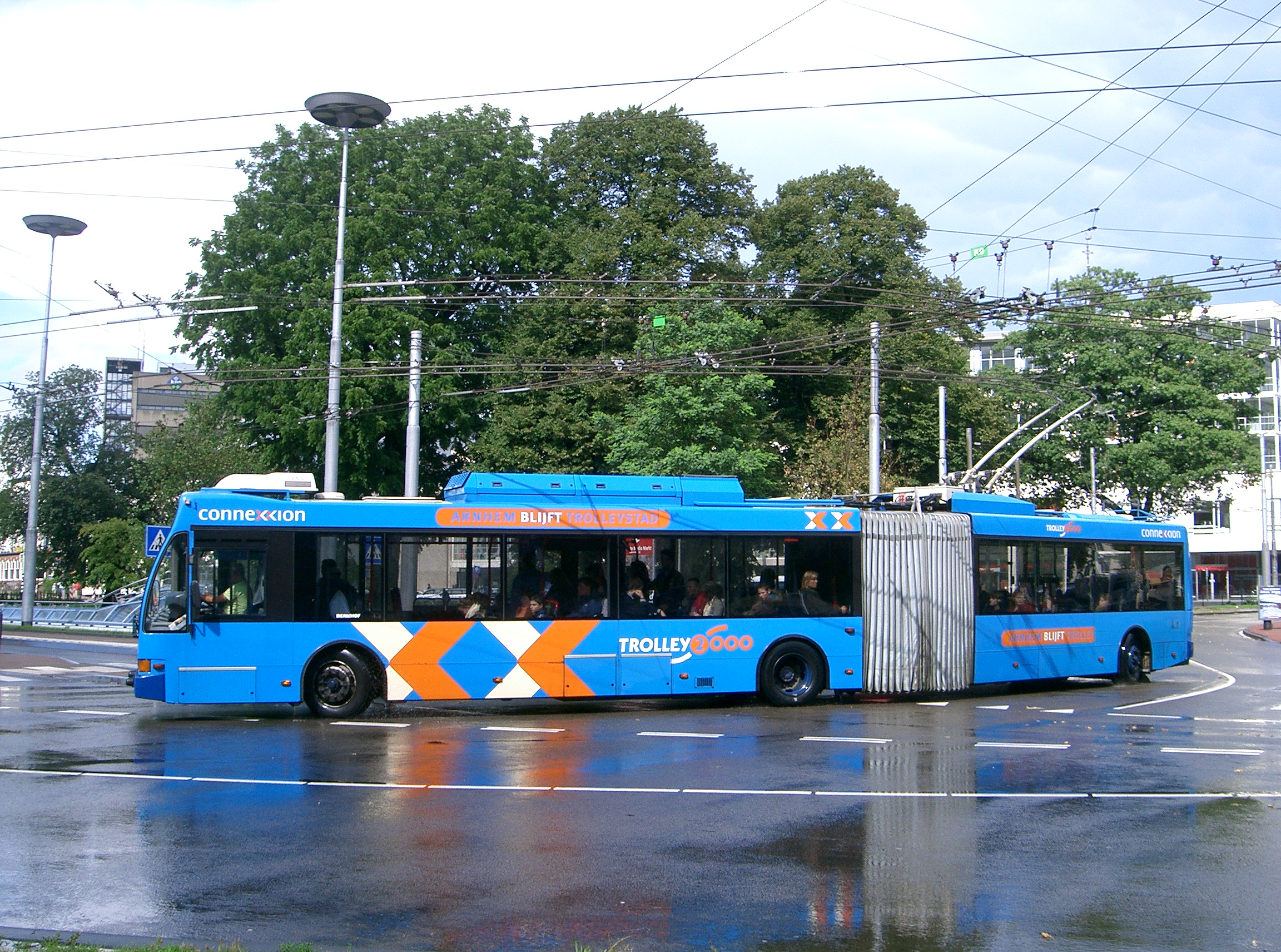
Тролейбус Berkhof у брендування Connexxion

У середині 1990-х знову заговорили про доцільність існування тролейбуса. У 1996 році його вирішили залишити, але його рух повинен був стати швидшим. Амбітний план Trolley 2000 передбачав придбання зчленованих низькопідлогових тролейбусів та влаштування виділених смуг зі світлофорним регулюванням. Нові Berkhof Premier AT18 і Van Hool AG300T були придбані спільно з німецькою тролейбусною компанією міста Золінген. У 1996 році чотири зчленовані тролейбуси Van Hool з Гента були орендовані у компанії De Lijn на рік для використання на лінії 5, одна з яких продовжувала експлуатуватися до 1999 року. На усіх тролейбусах був напис «Арнем залишається тролейбусним містом».
Щоб підтримувати роботу, скорочення було визнане необхідним: лінія 2 (тепер: Hoogkamp–Holthuizen/Vredenburg) була скорочена в 1997 році та перетворена на дизельну лінію. Щогли контактної мережі все ще значною мірою присутні на покинутій трасі у Вреденбурзі. На покинутому маршруті через Гелдерсе Руслаан повітряна лінія була збережена для відхилень і використовувалася, серед іншого, лінією 3 під час реконструкції мосту Джона Фроста. Коротка гілка лінії 3 до Іммерлоо зникла в 1999 році. З іншого боку, 5 вересня 1999 року, рівно через 50 років після відкриття першого тролейбуса в Арнемі, лінію 7 було перетворено з дизельної на тролейбусну. Міністр Тінеке Нетеленбос відкрила швидке сполучення між станцією Арнем і новим житловим масивом Rijkerswoerd через торговий центр Kronenburg. Крім того, передбачалося швидке сполучення з Вестервортом. У 2013 році плани щодо лінії до Huissen були закриті. Однак, згідно з річним розкладом на 2011 рік, новий житловий масив Schuytgraaf в Арнемі було включено до мережі тролейбусів.
У 2002 році вся лінійна мережа була знову реорганізована. Лінія 9 (De Laar-West — Geitenkamp) була розділена між лініями 5 і 7. Лінія 3 стала Burgers' Zoo / Alteveer — Velp, а лінія 1 стала Oosterbeek — Het Duifje. І в Остербеку, і в Велпі велика кінцева петля, яка рухалася в одному напрямку, була замінена прямим маршрутом. В Oosterbeek на станції була петля, а в Velp є кругова розв'язка в кінці забудованого району.

## Розвиток 2010—2024
З грудня 2007 року район Шутграаф обслуговується дизельними автобусами лінії 10 через Південний вокзал Арнема. У червні 2008 року було вирішено «тролейфікувати» не лише північну, а й південну частину району Шутграаф. Загалом розширення тролейбусної мережі в напрямку Шутграаф коштувало 3,4 млн євро. Вважалося, що 0,8 мільйона євро можна заощадити, відмовившись від розворотних петель. У січні 2009 року було розпочато встановлення повітряних ліній у Шутграафі. Весь маршрут являє собою подвійну колійну петлю протяжністю 5,6 кілометра. Через затримку будівництва через інфраструктурні роботи та сильний мороз тролейбус не був введений в експлуатацію до грудня 2010 року. У результаті дизельна лінія 10 зникла: обидва маршрути обслуговувалися під номером 5. Одна лінія 5 пролягала через Елдервельд до Шуйтграафа, інша через Елдервельд до Де Лаар-Вест. Оскільки лінія 5 також мала дві кінцеві станції на іншій стороні маршруту, п'ять різних маршрутів проходили під лінією № 5. Щоб уникнути плутанини серед користувачів, з 9 грудня 2012 року рейси Презіхааф — Шутграаф здійснюватимуться як лінія 5, а маршрути Ельсвайде — Де Лаар Захід — як лінія 6.
Після успішного випробування двох тролейбусів з акумуляторною батареєю для проходження маршруту без повітряних проводів, провінція Гелдерланд у лютому 2022 року виділила 2 мільйони євро на закупівлю 10 нових тролейбусів такого типу. Вони курсуватимуть на лінії 352 між центральним вокзалом Арнема та автовокзалом Вагенінгена, потім ця лінія використовуватиме повітряні лінії між центральним вокзалом Арнема та Oosterbeek Gemeentehuis, де заряджаються батареї. З травня 2024 року нові тролейбуси вже курсують на маршруті 352 під назвою comfortRRReis.

## Рухомий склад
У 2022 році парк налічує 40 зчленованих тролейбусів. Всього з 1950 року було придбано 193 тролейбуси, з них 121 стандартних і 62 зчленованих. Крім того, на умовах оренди використано 4 зчленованих тролейбуси з Гента.
| Фото | Виробник                        | Рік виробництва        | Роки використання | Кількість | Коментарі |
| ---- | ------------------------------- | ---------------------- | ----------------- | --------- | --- |
|      | BUT/Verheul                     | 1950-1951, 1955—1956   | 1965-1976         | 43        | |
|      | Leyland/Verheul                 | 1967-1968, 1968—1969   | 1983-1984         | 16        | |
|      | DAF/Den Oudsten                 | 1974                   | 1990-1995         | 10        | |
|      | DAF/Den Oudsten (B7900)         | 1979, 1981, 1984, 1986 | 1989-2002         | 41        | |
|      | Volvo/Den Oudsten               | 1990                   | 2009, 2012        | 11        | |
|      | Van Hool AG300T                 | 1993, 1997             | 2013              | 9         | |
|      | Van Hool/ACEC/AG280T            | 1988                   | 1996, 1999        | 4         | У 1996 році в Генті були орендовані зчленовані тролейбуси 17, 15, 10 і 03, які мали номери 225—228 у такому порядку. Вони були в експлуатації лише протягом короткого часу, за винятком 228, який отримав бортовий номер 0 і перейшов на Oostnet у 1997 році, Вийшов з експлуатації лише в 1999 році після передачі Connexxion. |
|      | Berkhof Premier AT18            | 1998-2002              | 2016-2021         | 22        | 5212-5214 і 5217-5220 були продані в Каунас (Литва) в 2016 році. |
|      | Hess Swisstrolley               | 2009                   |                   | 9         | |
|      | Hess Swisstrolley               | 2013                   |                   | 11        | |
|      | Hess Swisstrolley               | 2015                   |                   | 5         | |
|      | Hess Swisstrolley               | 2016                   |                   | 5         | |
|      | Hess Swisstrolley               | 2017                   |                   | 8         | |
|      | Hess Swisstrolley (Trolley 2.0) | 2017                   |                   | 2         | |
|      | Solaris Trollino 18 Metrostyle  | 2023                   |                   | 10        | Тролейбуси з автономним ходом. Курсують тільки на маршруті 352 під назвою comfortRRReis, використовуючи контактну систему зі старого маршруту 1. |